# Santiago Ponzinibbio
Santiago Ponzinibbio (La Plata, Argentina; 26 de septiembre de 1986) es un artista marcial mixto argentino que actualmente compite en la categoría de peso wélter de Ultimate Fighting Championship (UFC).

## Primeros años
Ponzinibbio nació en La Plata (Argentina) de padres de ascendencia siciliana. Comenzó a entrenar kickboxing cuando tenía 13 años de edad. Se interesó en MMA, pero había muy pocos gimnasios locales en donde él podía entrenar. Como resultado, Ponzinibbio viajó a Florianópolis, Brasil, donde vivió los primeros cinco meses en una tienda de campaña en una playa, haciendo trabajos casuales para llegar a fin de mes. Mientras tanto, entrenaba en varios gimnasios cercanos. Se convirtió en profesional en 2008 compitiendo en promociones regionales en Sudamérica.

## Carrera de artes marciales mixtas

### Carrera temprana
Ponzinibbio acumuló un récord de 18–1 en el circuito regional sudamericano antes de entrar al The Ultimate Fighter: Brazil 2.

### The Ultimate Fighter Brasil
En marzo de 2013, se reveló que Ponzinibbio sería miembro de The Ultimate Fighter: Brazil 2. Ganó su pelea de eliminación para entrar la casa del TUF, derrotando a Thiago Silva por TKO en el primer asalto. Fue el segundo en ser escogido por el equipo Nogueira. En el transcurso del show, Ponzinibbio derrotó a Marcio Santos por TKO y a Cleiton Duarte por decisión unánime para llegar a las semifinales. En las semifinales, derrotó a Leonardo Santos por decisión unánime. Sin embargo, Ponzinibbio se rompió la mano durante la pelea semifinal y fue reemplazado por Santos en la final contra  William Macário. La pelea semifinal con Santos, fue elegida como la Pelea de la Temporada, y su finalización sobre Marcio Santos recibió el premio de Nocaut de la Tempora lo que lo hizo merecedor del bono de $50.000.

### Ultimate Fighting Championship
Ponzinibbio enfrentó a Ryan LaFlare el 9 de noviembre de 2013, en UFC Fight Night 32. Perdió la pelea por decisión unánime.

#### 2014
Ponzinibbio estaba programado para enfrentar a Jordan Mein el 19 de abril de 2014, en UFC on Fox 11. Sin embargo, Ponzinibbio fue removido de la pelea y reemplazado por Hernani Perpetuo.
Ponzinibbio estaba programado para enfrentar a Ildemar Alcântara el 5 de julio de 2014, en UFC 175.  Sin embargo, Ponzinibbio fue forzado a retirarse de la pelea por una lesión de rodilla. Fue reemplazado por Kenny Robertson.
Ponzinibbio estaba programado para enfrentar a Sérgio Moraes el 13 de septiembre de 2014, en UFC Fight Night 51.  Sin embargo, Moraes se retiró de la pelea citando una lesión de rodilla y fue reemplazado por Wendell Oliveira.  Ponzinibbio ganó la pelea por TKO en el primer asalto.

#### 2015
Ponzinibbio enfrentó a Sean Strickland el 22 de febrero de 2015, en UFC Fight Night 61.  Ponzinibbio ganó la pelea por decisión unánime.
Ponzinibbio enfrentó a Lorenz Larkin el 27 de junio de 2015, en UFC Fight Night 70. Perdió la pelea por TKO en el segundo asalto y recibió el bono de Pelea de la Noche.
Ponzinibbio enfrentó a Andreas Ståhl el 10 de diciembre de 2015, en UFC Fight Night 80. Ganó la pelea por TKO en el primer asalto.

#### 2016
Ponzinibbio enfrentó a Court McGee el 16 de abril de 2016, en UFC on Fox 19. Ganó la pelea por TKO en el primer asalto.
Ponzinibbio enfrentó a Zak Cummings el 6 de agosto de 2016, en UFC Fight Night 92. Ganó la pelea por decisión unánime.

#### 2017
Ponzinibbio enfrentó a Nordine Taleb el 19 de febrero de 2017, en UFC Fight Night 105. Ganó la pelea por decisión unánime.
Ponzinibbio enfrentó a Gunnar Nelson el 16 de julio de 2017, en UFC Fight Night 113. Ganó la pelea por KO en el primer asalto.
Ponzinibbio enfrentó a Mike Perry el 16 de diciembre de 2017, en UFC on Fox 26. Ganó la pelea por decisión unánime.

#### 2018
Ponzinibbio estaba programado para enfrentar a Kamaru Usman el 19 de mayo de 2018, en UFC Fight Night 129. Sin embargo, el 21 de abril de 2018, Ponzinibbio anunció que estaba lesionado y que se retiraba de la cartelera.
Ponzinibbio enfrentó a Neil Magny el 17 de noviembre de 2018, en UFC Fight Night 140. Ganó la pelea por KO en el cuarto asalto. Esta victoria lo hizo merecedor del premio de Actuación de la Noche.

#### 2019
Ponzinibbio estaba programado para enfrentar a Robbie Lawler el 14 de diciembre de 2019, en UFC 245. Sin embargo, el 12 de octubre de 2019, se reveló que Ponzinibbio se había retirado de la pelea por una infección de Staphylococcus.

#### 2021
Ponzinibbio estaba programado para enfrentar a Muslim Salikhov el 16 de enero de 2021, en UFC on ABC 1. Sin embargo, Salikhov se retiró de la pelea mediados de diciembre citando problemas de salud relacionados con el COVID-19. Li Jingliang entró como reemplazo. Ponzinibbio perdió la pelea por nocaut en el primer asalto.
Ponzinibbio enfrentó a Miguel Baeza el 5 de junio de 2021, en UFC Fight Night 189. Ganó la pelea por decisión unánime. Esta pelea lo hizo merecedor del premio de Pelea de la Noche.
Ponzinibbio enfrentó a Geoff Neal el 11 de diciembre de 2021, en UFC 269. Perdió la pelea por decisión dividida.

#### 2022
Ponzinibbio enfrentó a Michel Pereira el 21 de mayo de 2022, en UFC Fight Night 206. Perdió la pelea por decisión dividida. Esta pelea lo hizo merecedor del premio de Pelea de la Noche.
Ponzinibbio estaba programado para enfrentar a Robbie Lawler el 10 de diciembre de 2022, en UFC 282. Sin embargo, en la semana de la pelea, Lawler fue forzado a retirarse debido a una desconocida lesión. Fue reemplazado por Alex Morono en un peso pactado de 180 libras. Ponzinibbio ganó la pelea por TKO en el tercer asalto.  Esta victoria lo hizo merecedor del premio de Actuación de la Noche.

#### 2023
Ponzinibbio enfrentó a Kevin Holland el 8 de abril de 2023, en UFC 287. Perdió la pelea por nocaut en el tercer asalto.
Ponzinibbio estaba programado para enfrentar a Daniel Rodriguez el 16 de septiembre de 2023, en UFC Fight Night 225. Sin embargo,, Rodriguez se retiró de la pelea por haber dado positivo por la sustancia prohibida ostarine y la pelea fue cancelada.

#### 2024
Ponzinibbio enfrentó a Muslim Salikhov el 13 de julio de 2024, en UFC on ESPN 59. Perdió la pelea por decisión dividida. 9 de los 13 medios de comunicación calificaron la pelea a favor de Ponzinibbio.

#### 2025
Ponzinibbio enfrentó a Carlston Harris el 11 de enero de 2025, en UFC Fight Night. Ganó la pelea por TKO en el tercer asalto.

## Campeonatos y logros
- Ultimate Fighting Championship
  - Pelea de la Noche (Tres veces) vs. Lorenz Larkin, Miguel Baeza y Michel Pereira[67][68][69]
  - Actuación de la Noche (Tres veces) vs. Gunnar Nelson, Neil Magny y Alex Morono[70][71][72]
- MMAjunkie.com
  - Pelea del Mes de junio de 2021 vs. Miguel Baeza[73]
  - Pelea del Mes de mayo de 2022 vs. Michel Pereira[74]

## Récord en artes marciales mixtas
| Récord profesional | Récord profesional | Récord profesional |
| 38 peleas          | 30 victorias       | 8 derrotas         |
| ------------------ | ------------------ | ------------------ |
| Nocaut             | 17                 | 4                  |
| Sumisión           | 6                  | 0                  |
| Decisión           | 7                  | 4                  |

| Resultado | Récord | Oponente                 | Método                     | Evento                                   | Fecha                    | Ronda | Tiempo | Localización         | Notas                                         |
| --------- | ------ | ------------------------ | -------------------------- | ---------------------------------------- | ------------------------ | ----- | ------ | -------------------- | --------------------------------------------- |
| Victoria  | 30–8   | Carlston Harris          | TKO (golpes)               | UFC Fight Night: Dern vs. Ribas 2        | 11 de enero de 2025      | 3     | 3:13   | Las Vegas, Nevada    |                                               |
| Derrota   | 29–8   | Muslim Salikhov          | Decisión (dividida)        | UFC on ESPN: Namajunas vs. Cortez        | 13 de julio de 2024      | 3     | 5:00   | Denver, Colorado     |                                               |
| Derrota   | 29–7   | Kevin Holland            | KO (puñetazo)              | UFC 287                                  | 8 de abril de 2023       | 3     | 3:16   | Miami, Florida       |                                               |
| Victoria  | 29–6   | Alex Morono              | TKO (golpes)               | UFC 282                                  | 10 de diciembre de 2022  | 3     | 2:29   | Las Vegas, Nevada    | Actuación de la Noche.                        |
| Derrota   | 28–6   | Michel Pereira           | Decisión (dividida)        | UFC Fight Night: Holm vs Vieira          | 21 de mayo de 2022       | 3     | 5:00   | Las Vegas, Nevada    | Pelea de la Noche.                            |
| Derrota   | 28–5   | Geoff Neal               | Decisión (dividida)        | UFC 269                                  | 11 de diciembre de 2021  | 3     | 5:00   | Las Vegas, Nevada    |                                               |
| Victoria  | 28–4   | Miguel Baeza             | Decisión (unánime)         | UFC Fight Night: Rozenstruik vs. Sakai   | 5 de junio de 2021       | 3     | 5:00   | Las Vegas            | Pelea de la Noche.                            |
| Derrota   | 27–4   | Li Jingliang             | KO (golpe)                 | UFC Fight Night: Holloway vs. Kattar     | 16 de enero de 2021      | 1     | 4:25   | Abu Dhabi            |                                               |
| Victoria  | 27–3   | Neil Magny               | KO (golpe)                 | UFC Fight Night: Magny vs. Ponzinibbio   | 17 de noviembre de 2018  | 4     | 2:36   | Buenos Aires         | Actuación de la Noche.                        |
| Victoria  | 26–3   | Mike Perry               | Decisión (unánime)         | UFC on Fox: Lawler vs. dos Anjos         | 16 de diciembre de 2017  | 3     | 5:00   | Winnipeg             |                                               |
| Victoria  | 25-3   | Gunnar Nelson            | KO (golpes)                | UFC Fight Night: Nelson vs. Ponzinibbio  | 16 de julio de 2017      | 1     | 1:22   | Glasgow              | Actuación de la Noche.                        |
| Victoria  | 24–3   | Nordine Taleb            | Decisión (unánime)         | UFC Fight Night: Lewis vs. Browne        | 19 de febrero de 2017    | 3     | 5:00   | Halifax              |                                               |
| Victoria  | 23–3   | Zak Cummings             | Decisión (unánime)         | UFC Fight Night: Rodríguez vs. Caceres   | 6 de agosto de 2016      | 3     | 5:00   | Salt Lake City, Utah |                                               |
| Victoria  | 22–3   | Court McGee              | TKO (golpes)               | UFC on Fox: Teixeira vs. Evans           | 16 de abril de 2016      | 1     | 4:15   | Tampa, Florida       |                                               |
| Victoria  | 21–3   | Andreas Stahl            | TKO (golpes)               | UFC Fight Night: Namajunas vs. VanZant   | 10 de diciembre de 2015  | 1     | 4:25   | Las Vegas, Nevada    |                                               |
| Derrota   | 20–3   | Lorenz Larkin            | TKO (golpes)               | UFC Fight Night: Machida vs. Romero      | 27 de junio de 2015      | 2     | 3:07   | Hollywood, Florida   | Pelea de la Noche.                            |
| Victoria  | 20–2   | Sean Strickland          | Decisión (unánime)         | UFC Fight Night: Bigfoot vs. Mir         | 22 de febrero de 2015    | 3     | 5:00   | Porto Alegre         |                                               |
| Victoria  | 19–2   | Wendell Oliveira         | TKO (golpes)               | UFC Fight Night 51: Bigfoot vs. Arlovski | 13 de septiembre de 2014 | 1     | 1:20   | Brasilia             |                                               |
| Derrota   | 18–2   | Ryan LaFlare             | Decisión (unánime)         | UFC Fight Night: Belfort vs. Henderson   | 9 de noviembre de 2013   | 3     | 5:00   | Goiania              | Debut en UFC.                                 |
| Victoria  | 18–1   | Cleiton Duarte           | Sumisión (guillotina)      | São José Super Fight 2                   | 9 de junio de 2012       | 1     | 2:38   | São José             | Defendió el cinturón de Sao José Super Fight. |
| Victoria  | 17–1   | Sebastião Junior         | TKO (golpes)               | Insano Empalux - Grand Prix              | 2 de marzo de 2012       | 1     | 2:12   | São José             |                                               |
| Victoria  | 16–1   | Diego Vieira             | Sumisión ((armlock))       | Insano Empalux - Grand Prix              | 2 de marzo de 2012       | 1     | 1:59   | São José             |                                               |
| Victoria  | 15–1   | William Dias             | TKO (abandono)             | Monster Black Combat                     | 12 de diciembre de 2011  | 2     | 5:00   | Río Grande           |                                               |
| Victoria  | 14–1   | Sebastião Junior         | TKO (golpes)               | São José Super Fight 1                   | 1 de noviembre de 2011   | 1     | 2:00   | São José             | Ganó el cinturón de Sao José Super Fight.     |
| Victoria  | 13–1   | Lucas Nascimento         | TKO (lesión en la rodilla) | Nitrix - Champion Fight 8                | 17 de septiembre de 2011 | 1     | 1:30   | Joinville            |                                               |
| Victoria  | 12–1   | Deivid Santos            | TKO (golpe en la cabeza)   | Nitrix - Champion Fight 8                | 17 de septiembre de 2011 | 3     | 0:15   | Joinville            |                                               |
| Derrota   | 11–1   | Leonardo Mafra           | TKO (golpes)               | Centurion Mixed Martial Arts 2           | 9 de julio de 2011       | 1     | 3:17   | Itajaí               |                                               |
| Victoria  | 11–0   | Geverson Pereira Bergamo | Sumisión (guillotina)      | Brazilian Fight League 9                 | 6 de diciembre de 2010   | 1     | 0:00   | Curitiba             |                                               |
| Victoria  | 10–0   | Yuri Fraga               | Decisión (unánime)         | Amazon Fight 5                           | 14 de noviembre de 2010  | 3     | 5:00   | Belém                |                                               |
| Victoria  | 9-0    | Felipe Santos            | TKO (golpes)               | EFC - Expo Fighting Championship         | 21 de agosto de 2010     | 1     | 4:25   | Sorocaba             |                                               |
| Victoria  | 8–0    | Henrique Inseto          | TKO (golpes)               | Hero Kombat 1                            | 24 de abril de 2010      | 2     | 4:53   | São Sebastião        |                                               |
| Victoria  | 7–0    | Ezequiel Ricci           | Decisión (unánime)         | Real Fights 7 - Apocalypse Night         | 23 de marzo de 2010      | 3     | 5:00   | Buenos Aires         |                                               |
| Victoria  | 6–0    | Andrez Jiménez           | Sumisión (estrangulación)  | AFC - Argentina Fighting Championships   | 27 de diciembre de 2009  | 1     | 3:12   | Buenos Aires         |                                               |
| Victoria  | 5–0    | Diego Lopez              | Sumisión (guillotina)      | Explotion Fight Night 2                  | 1 de diciembre de 2009   | 1     | 2:31   | Mar del Plata        |                                               |
| Victoria  | 4–0    | Matias Sosa Campi        | Sumisión (kimura)          | Real Fights 6 - Respect                  | 29 de septiembre de 2009 | 1     | 0:00   | Buenos Aires         |                                               |
| Victoria  | 3–0    | Emiliano Candau          | TKO (golpes)               | Cupide del MMA 2                         | 7 de diciembre de 2008   | 2     | 3:12   | Rosario              |                                               |
| Victoria  | 2–0    | Lucas Funes              | TKO (golpes)               | Cupide del MMA 1                         | 5 de octubre de 2008     | 1     | 1:30   | Rosario              |                                               |
| Victoria  | 1–0    | Gaston Micucci           | TKO (golpe en la cabeza)   | Copa Desafío                             | 19 de julio de 2008      | 3     | 3:13   | La Plata             |                                               |